# Cliff Martinez
Cliff Martinez, född 5 februari 1954 i Bronx, New York är en amerikansk filmmusikkompositör och trumslagare.

## Biografi
Martinez var medlem i rockgruppen Red Hot Chili Peppers 1984–1986 och har även spelat med Captain Beefheart, The Dickies, The Weirdos och Lydia Lunch. Han har skrivit musik bland annat till flera av Steven Soderberghs filmer, som Sex, lögner och videoband (1989), Traffic (2000) och Solaris (2002). Han gjorde även filmmusiken till Drive (2011).
Han föddes i Bronx i New York men växte huvudsakligen upp i Columbus i Ohio.